# Elektrická jednotka 495.95
Elektrická jednotka 495.95 je elektrická úzkorozchodná adhezně-ozubnicová jednotka vyráběná firmou Stadler Rail, kterou v počtu pěti kusů objednala Železničná spoločnosť Slovensko pro provoz v síti Tatranských elektrických železnic a ozubnicové železnice Štrba – Štrbské Pleso.

## Historie
Jednotky řady 495.95 by měly nahradit dosluhující jednotky ozubnicové železnice řady 405.95, které zajišťovaly dopravu na ozubnicové trati Štrba – Štrbské Pleso od roku 1970. Výběrové řízení na dodávku pěti kusů vyhrála švýcarská společnost Stadler Rail. První jednotka byla do depa Poprad dodána v lednu 2021. Poté začal proces schválení této řady do provozu, během něhož ale nastaly komplikace a termín uvedení jednotek do provozu tak byl několikrát odložen (začátkem srpna 2021 byl předpoklad uvedení jednotek do provozu nejpozději v září 2021). V rámci zkušebních jízd byl odhalen problém s protiskluzovou ochranou, který byl odstraněn výrobcem. V listopadu 2021 mělo všech pět jednotek úspěšně splněnou technicko-bezpečnostní zkoušku a veškerá nezbytná dokumentace ke schválení nového typu vozidla byla podána na Dopravný úrad. Podle předpokladu z listopadu 2021 je schválení jednotek a jejich zařazení do provozu očekáváno v únoru 2022. Přesto byly ale první dvě jednotky (495.952 a 953) převzaty ZSSK od výrobce již 9. prosince 2021, přičemž je s nimi počítáno pro provoz na adhezní trati od pondělí 13. prosince. Zbylé jednotky byly zařazeny do provozu počátkem roku 2022.

## Popis
Jednotka je postavená na bázi jednotky Stadler GTW 2/6, konkrétně vychází z elektrické jednotky MVR ABeh 2/6, kterou provozuje švýcarská společnost Transports Montreux–Vevey–Riviera (MVR). Je schopná provozu jak na trati ozubnicové železnice (OŽ), tak i na tratích Tatranských elektrických železnic (TEŽ). Jednotka se skládá z tří článků. Středního motorového „kontejneru“ a krajních řídicích vozů. Maximální rychlost jednotky je 80 km/h, napájená je stejnosměrným napětím 1 500 V.
Prostor pro cestující je v uspořádání 2+2. Jednotka je vybavena moderním informačním systémem, klimatizací prostoru pro cestující, systémem počítání cestujících, Wi-Fi, zásuvkami pro dobíjení drobné elektroniky a prostorem pro odkládání kol, lyží, snowboardů a kočárků.

## Provoz
Jednotky jsou určeny pro provoz na tratích:
- 182 Štrbské Pleso – Štrba (OŽ)
- 183 Poprad – Tatry – Štrbské Pleso (TEŽ)
- 184 Starý Smokovec – Tatranská Lomnica (TEŽ)

Před jejich zařazením do provozu musely Železnice Slovenskej republiky jako správce infrastruktury přistoupit k rozsáhlé rekonstrukci ozubnicové tratě mezi Štrbou a Štrbským Plesem.

## Přehled jednotek
Každá z pěti jednotek nese jméno jednoho z méně známých štítů Vysokých Tater. Jedná se o vrcholy Ganek (2 462 m n. m.), Kostolík (2 262 m n. m.), Stredohrot (2 441 m n. m.), Bradavica (2 476 m n. m.), Vysoká (2 560 m n. m.).
| číslo jednotky | jméno      |
| -------------- | ---------- |
| 495.951-6      | Bradavica  |
| 495.952-4      | Stredohrot |
| 495.953-2      | Kostolík   |
| 495.954-0      | Vysoká     |
| 495.955-7      | Ganek      |

## Galerie

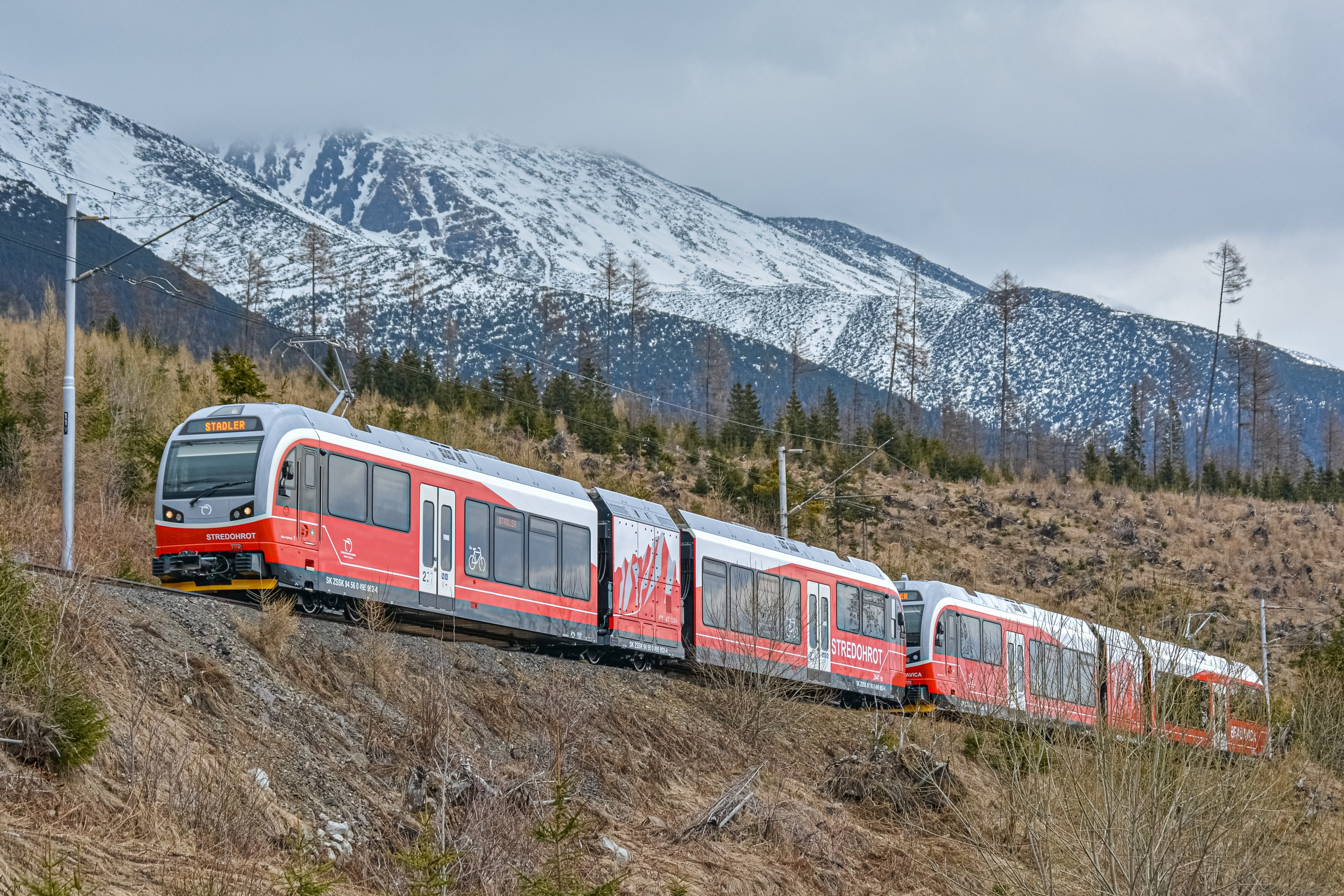
Dvojice jednotek 495.95 během zkušebních jízd na adhezní trati
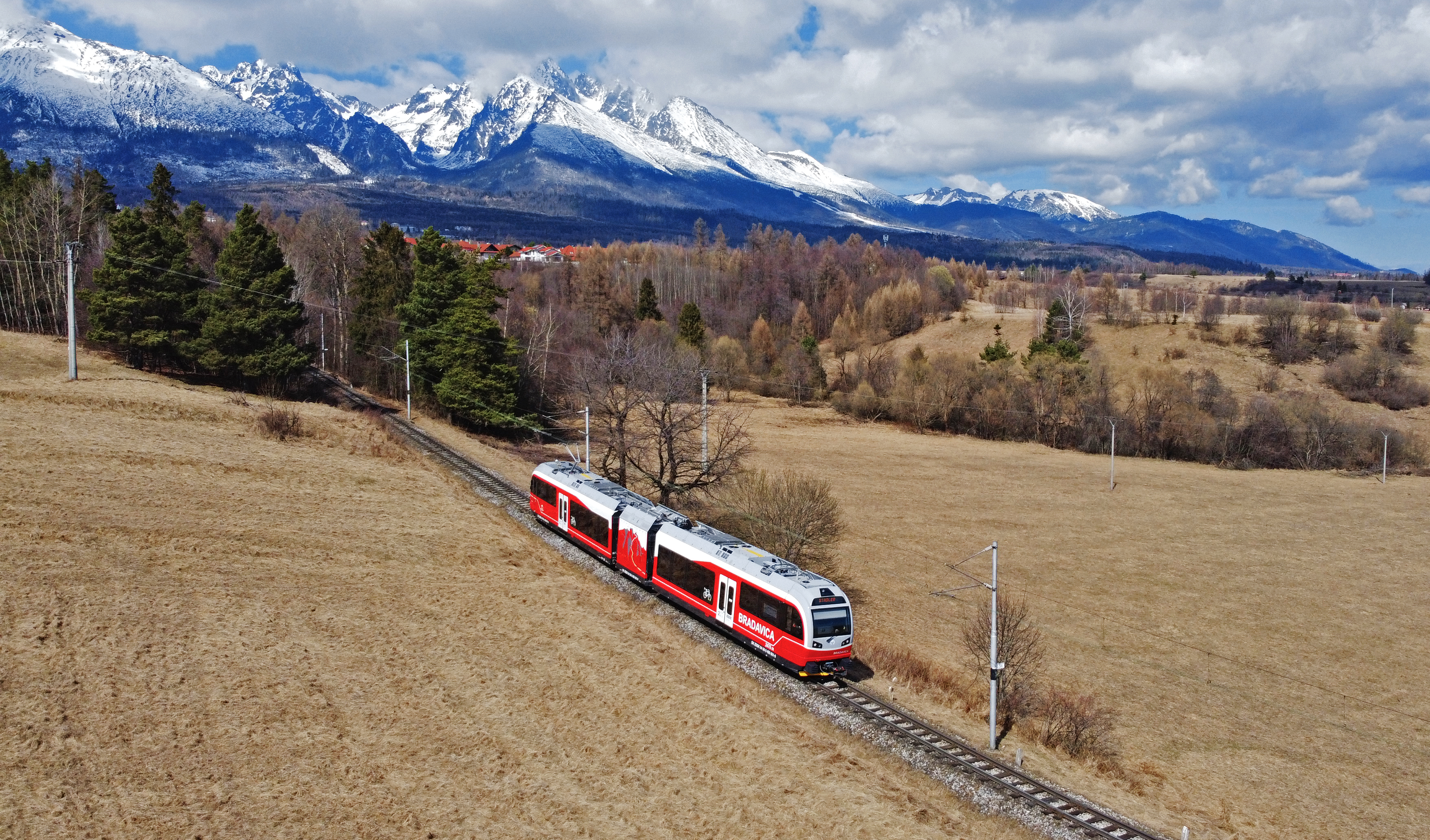
Jednotka 495.951 na zkušební jízdě na adhezní trati
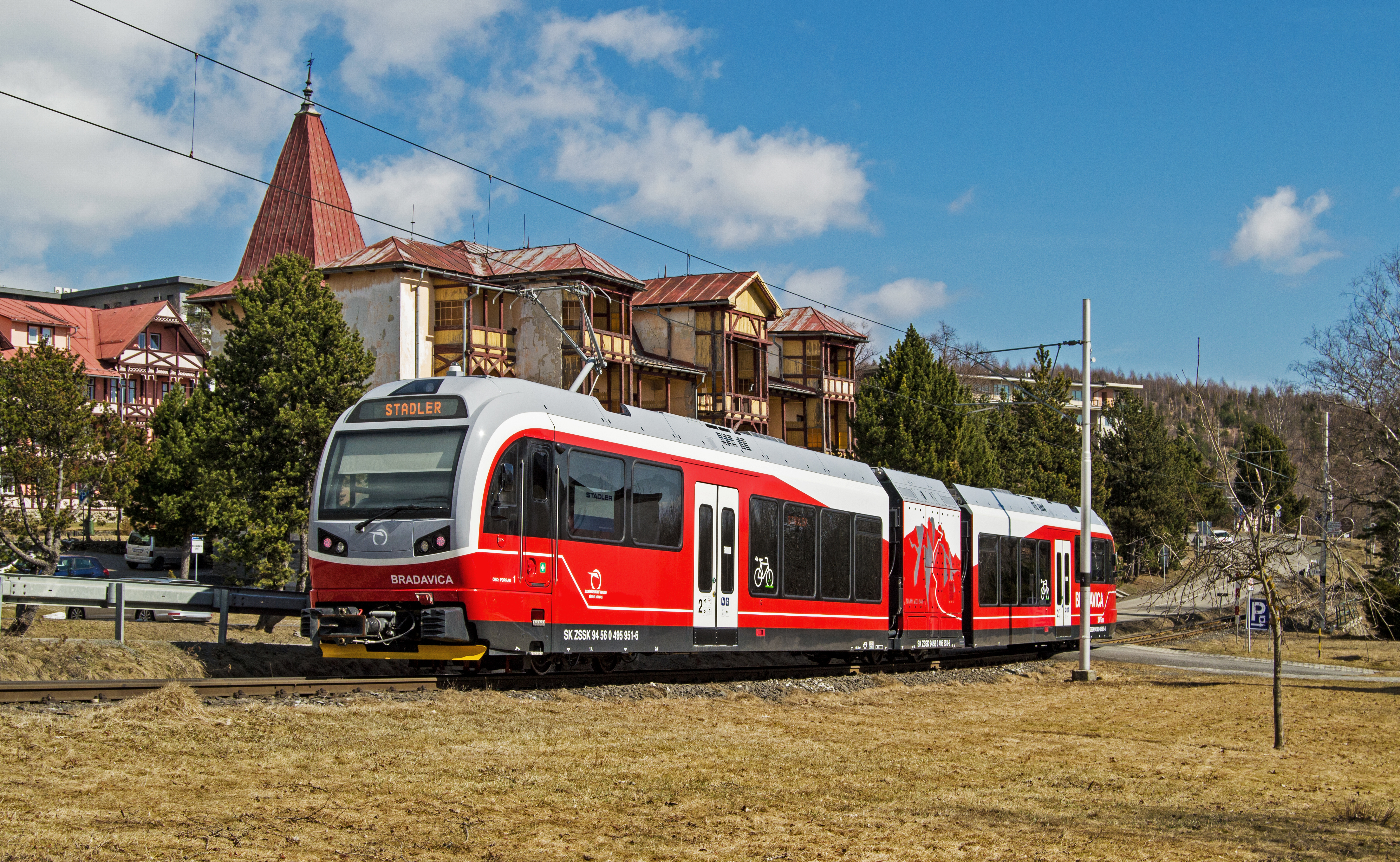
Jednotka 495.951 na zkušební jízdě na adhezní trati
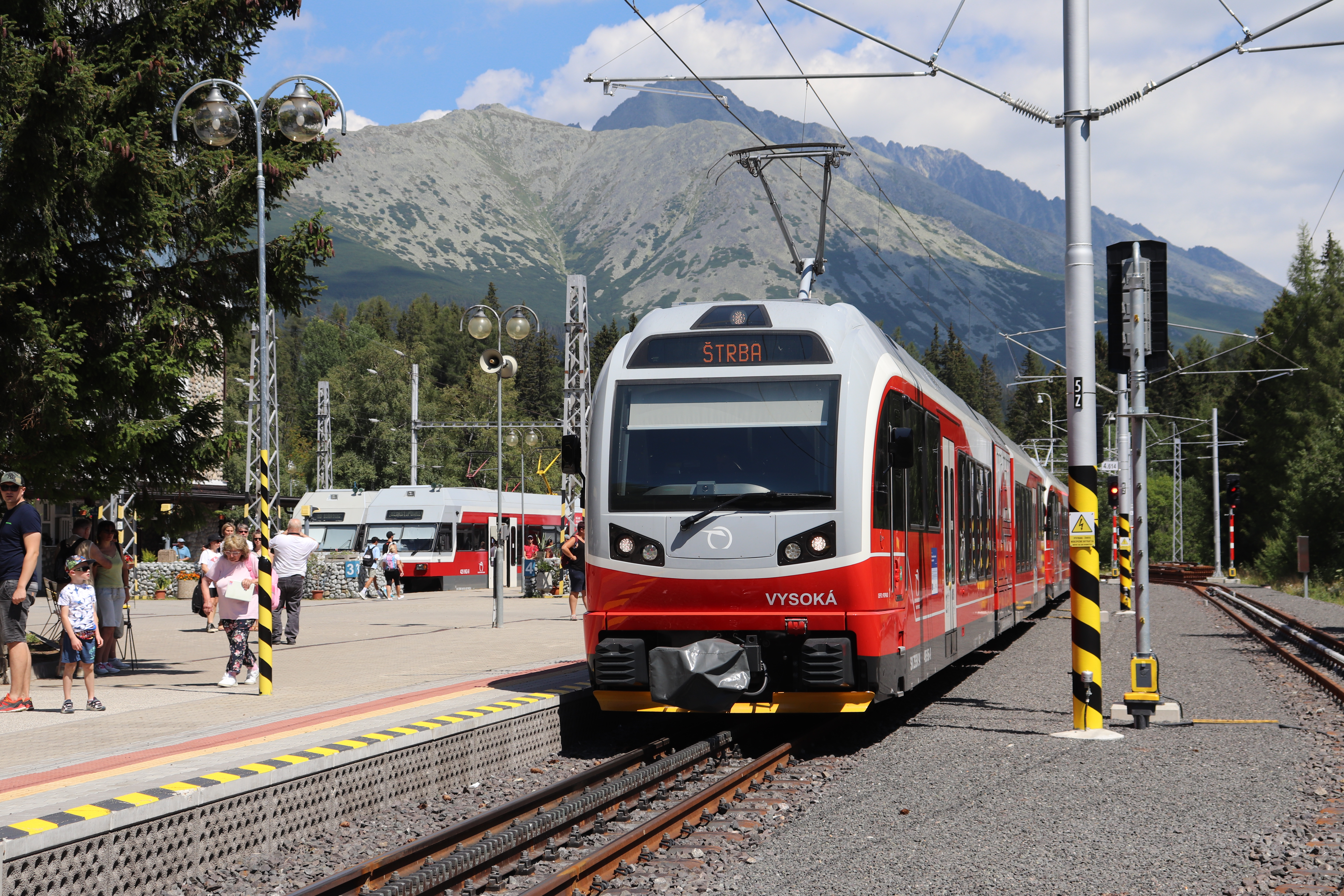
Jednotka 495.954 ve stanici Štrbské Pleso
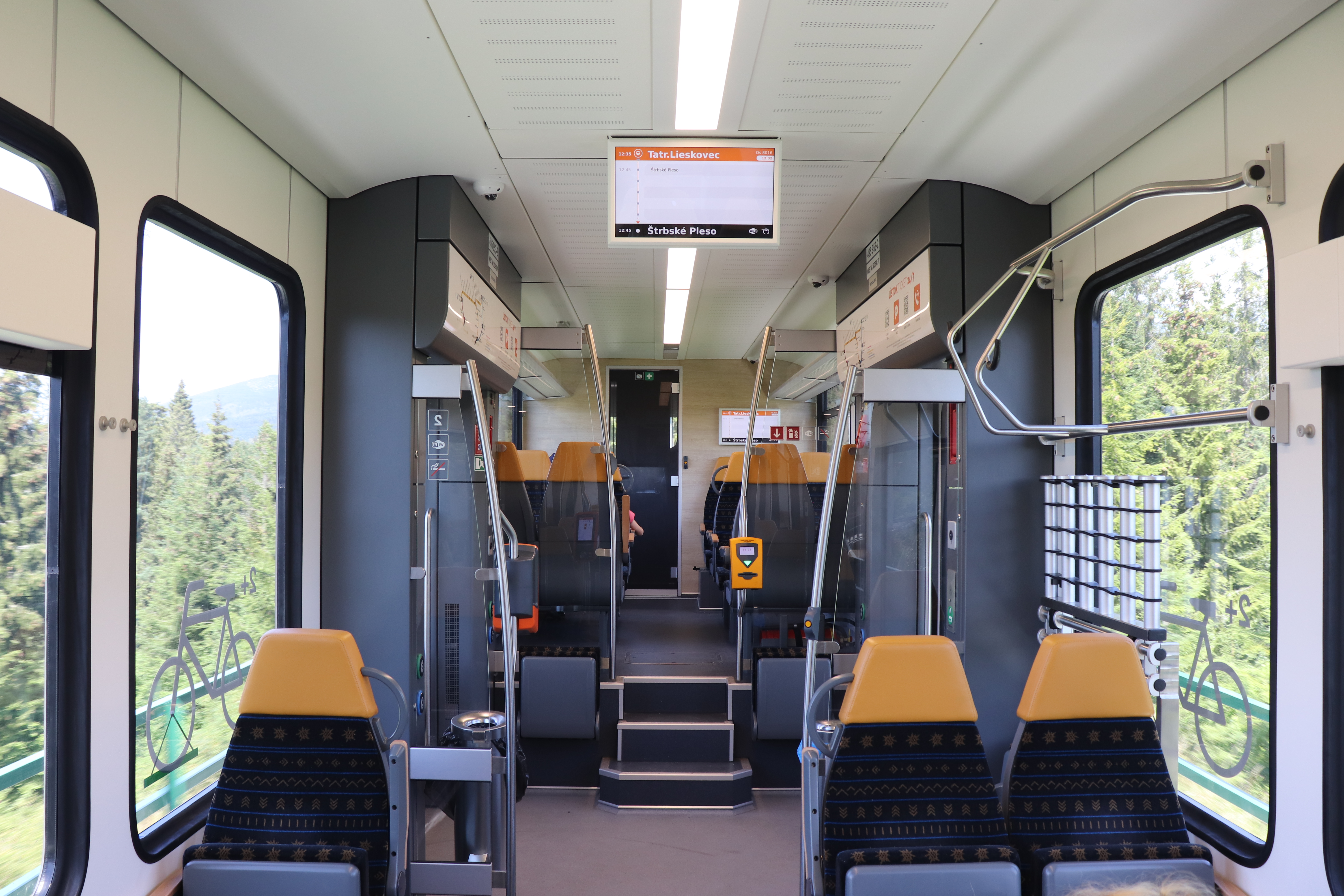
Interiér jednotky 495.953